# پیکولینیک اسید
اسید پیکولینیک (به انگلیسی: Picolinic acid) یک ترکیب شیمیایی با شناسه پاب‌کم ۱۰۱۸ است. شکل ظاهری این ترکیب، بلورهای جامد است.